# Segur de Calafell

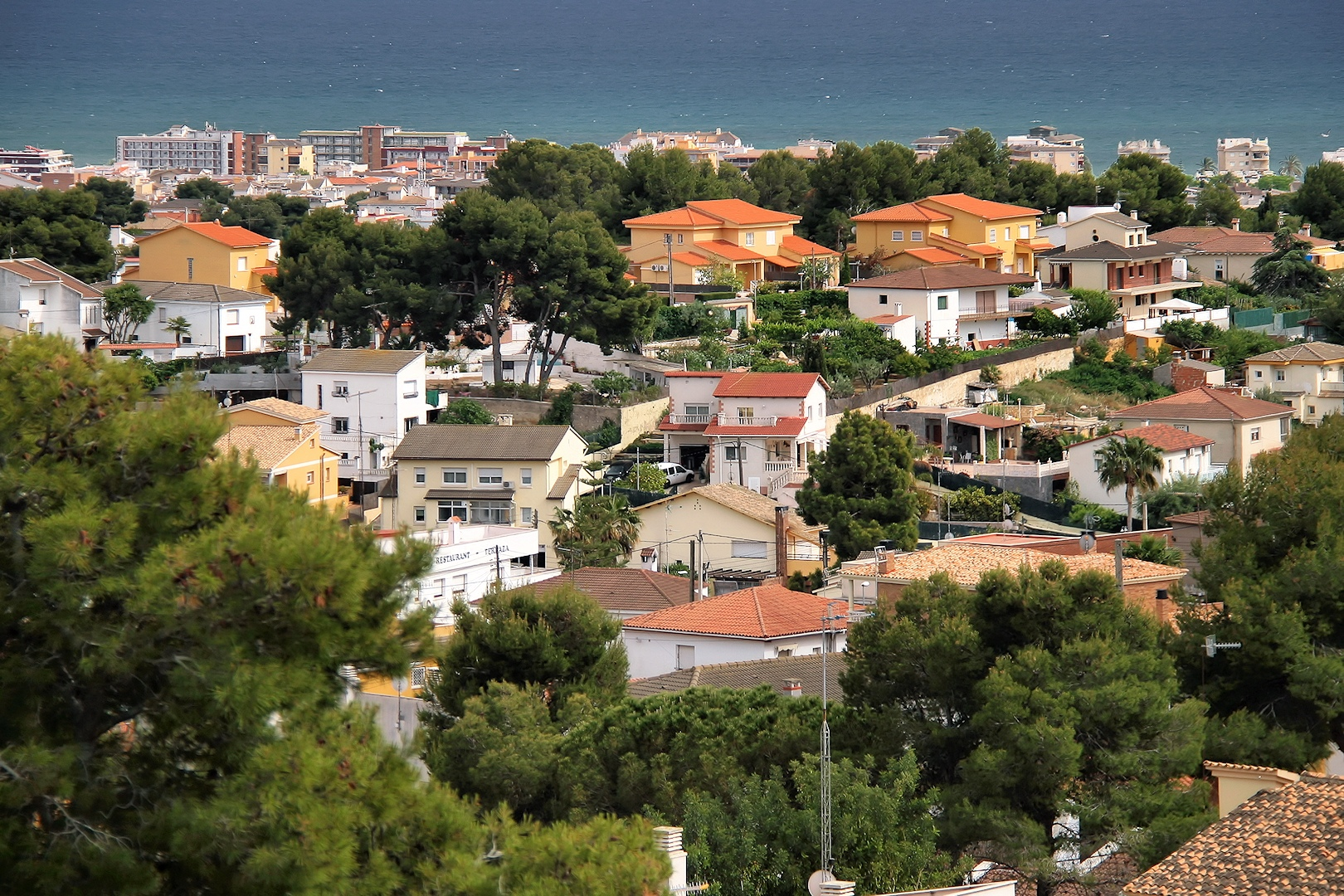
Fotografía de la urbanización Segur de Calafell, en Calafell

Segur de Calafell es una pedanía de Calafell, provincia de Tarragona (España).

## Ciudad Jardín
El concepto de Ciudad Jardín aparece ligado al municipio de Calafell desde que nació el proyecto de urbanización de la finca de Sant Miquel perteneciente a la histórica Quadra de Segur, dejada en herencia por el Marqués de Alfarrás a sus descendientes Carmen y María Desvalls.

## Acontecimientos
La primera mitad del siglo XX la finca de Sant Miquel se encontraba despoblada, contando tan solo con las construcciones denominadas Masía Vieja, Masía Nueva y con la iglesia románica de San Miguel.

### Años 50
La concepción de los planos originales es a cargo del arquitecto Manuel Baldrich Tibau.
El 24 de octubre de 1946 se trata por primera vez en pleno municipal y el 21 de diciembre de 1946 se resuelve autorización del plano urbanístico. El plano incluye un apeadero de RENFE.
José Orbaneja, marido y cuñado respectivamente de Carme Desvalls y Maria Desvalls, miembro del consejo de administración de la entidad promotora Construcciones y Urbanizaciones Segur, SA.
El obispo Gregorio Mondrego bendice los terrenos e inaugura el apeadero de ferrocarril el 1 de noviembre de 1947.

### Años 60
Se abren las calles del plano urbanístico al lado de la vía.

### Años 70
A finales de la década, el desarrollo de la Ciudad Jardín de Segur de Calafell, con el beneplácito de los sucesivos ayuntamientos, derivó en una hilera interminable de edificios frente al mar, producto de la especulación depredadora. El citado crecimiento le valió el apelativo de mayor urbanización en Europa.

### Actualidad
Actualmente está calificada como urbanización perteneciente al municipio de Calafell, en la comarca del Bajo Panadés.

## Rasgos originales
El urbanismo en la zona de montaña en forma de viviendas unifamiliares conserva aún rasgos característicos de la idea original.

## Situación y comunicaciones
Segur de Calafell está situado al norte del municipio. Posee una estación de tren propia y se encuentra a 50 km de Barcelona.

## Estructura
Debido a que es una urbanización casi totalmente residencial construida hace ya más de 40 años, sus calles están lejos de las formas rectas de las de otras poblaciones, ya que se tuvieron que adecuar a las casas que ya estaban construidas antes de la pavimentación y ordenación de las calles.